# Osaka (prefectuur)
De prefectuur Osaka (Japans: 大阪府, Ōsaka-fu) is een Japanse prefectuur in de regio Kansai op Honshu. Osaka heeft een oppervlakte van 1905,14 km² en had op 1 april 2018 een bevolking van bijna 8,9 miljoen inwoners. De hoofdstad en grootste stad is de stad Osaka.

## Geschiedenis
- Op 1 september 1956 wordt de stad Osaka gepromoveerd tot een decretaal gedesigneerde stad. De stad wordt onderverdeeld in 24 wijken.

- Op 1 april 2006 wordt de stad Sakai gepromoveerd tot een decretaal gedesigneerde stad. De stad wordt onderverdeeld in zeven wijken.

## Geografie

### Zelfstandige steden (市) shi
Er zijn 33 steden in de prefectuur Osaka.
- Daito
- Fujiidera
- Habikino
- Hannan
- Higashiosaka
- Hirakata
- Ibaraki
- Ikeda
- Izumi
- Izumiotsu
- Izumisano
- Kadoma
- Kaizuka
- Kashiwara
- Katano
- Kawachinagano
- Kishiwada
- Matsubara
- Minoh
- Moriguchi
- Neyagawa
- Osaka (hoofdstad)
- Osakasayama
- Sakai
- Sennan
- Settsu
- Shijonawate
- Suita
- Takaishi
- Takatsuki
- Tondabayashi
- Toyonaka
- Yao

### Gemeenten (郡 gun)
De gemeenten van de prefectuur Osaka , ingedeeld naar district:
| District      | Gemeenten                       |
| ------------- | ------------------------------- |
| Minamikawachi | Chihayaakasaka - Kanan - Taishi |
| Mishima       | Shimamoto                       |
| Senboku       | Tadaoka                         |
| Sennan        | Kumatori - Misaki - Tajiri      |
| Toyono        | Nose - Toyono                   |

### Fusies
(situatie op 23 juni 2009)
Zie ook: Gemeentelijke herindeling in Japan
- Op 1 februari 2005 werd de stad Mihara opgeslorpt door Sakai.

## Bevolking
De prefectuur Osaka had op 1 oktober 2020 8.837.685 inwoners - het is hiermee de derde prefectuur in Japan qua grootte: alleen Tokio en Kanagawa zijn groter. In de volkstelling van 2015 werden er  8,839 miljoen inwoners geregistreerd, waarvan 2,691 miljoen in de hoofdplaats Osaka.
Het gemiddelde vruchtbaarheidscijfer van een vrouw in Osaka was in 2013 slechts 1,32 kinderen.